# Manifesteange Metamorphose temps de fille
Manifesteange Metamorphose temps de fille, abreviada como Metamorphose, es una compañía japonesa especializada en moda lolita; fue creada en el año 1997 por la diseñadora de moda Kuniko Kato. La especialidad de la marca es la submoda sweet lolita.

## Origen del nombre
Manifesteange es una palabra ficticia derivada de la palabra inglesa manifestation, junto con metamorphose o metamorphosis que significa "un cambio drástico". El nombre completo es Manifesteange Metamorphose temps de fille que significaría "La transformación de la pequeña niña", sin embargo esta oración es gramaticalmente incorrecta y solo sirve para fines comerciales de la marca.

## Concepto de la marca

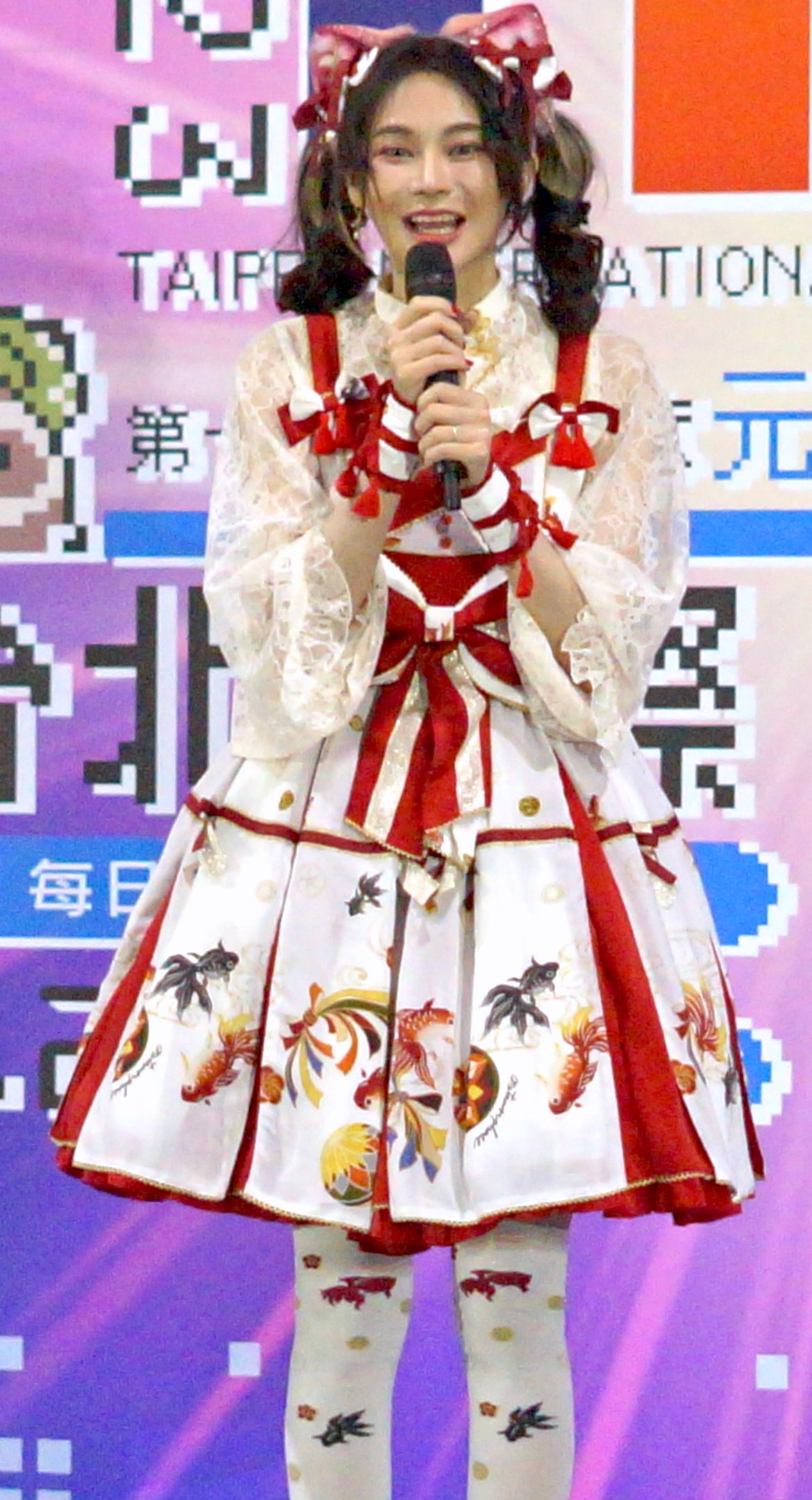
Festival Internacional de Dibujos Animados y Animación de Taipei Un escenario, conferencia de prensa de apertura, discurso original de Lolita en cosplay del legislador del Partido Demócrata Progresista, Lai Pinyu.

La marca se conoce por sus variados diseños de la moda lolita, en especial para extranjeros; entre sus líneas de ropa se encuentran diseños con cortes y estampados no tradicionales de la moda lolita, incluyendo estampado estilo retro, faldas circulares y camuflaje. La diseñadora de la marca ha mencionado que el éxito en el extranjero se debe a las tallas, ya que diseñan tallas grandes.
Go! Go! Lolita-chan es parte de la experiencia de la marca, una sección en su sitio web con noticias e información tal como pre órdenes, descuentos especiales y lecturas recomendadas como consejos, fotos y eventos relacionados con la moda lolita. Cuenta con sucursales en barrios de moda de Japón y en el centro comercial Laforet.